# Jørgen Løvland
Jørgen Gunnarsson Løvland (Evje, 3 febbraio 1848 – Kristiania, 21 agosto 1922) è stato un politico norvegese, primo ministro della Norvegia dal 1907 al 1908.
Nella sua lunga carriera politica ha ricoperto più volte la carica di Ministro del Lavoro, Ministro degli Esteri e dell'Istruzione.
Dal 1901 al 1921 è stato Presidente del Comitato norvegese per il Premio Nobel.